# Antonio Santos Peralba
Antonio Santos Peralba (ur. 1 listopada 1885 w Gondomar, zm. ?) - prezes klubu piłkarskiego Real Madryt w latach 1940–1943. Był poprzednikiem Santiago Bernabéu.